# Vicente do Rego Monteiro
Vicente do Rego Monteiro (Recife, 19 de dezembro de 1899 — Recife, 5 de junho de 1970) foi um pintor, desenhista, escultor, professor e poeta brasileiro.
Artista plástico de renome internacional, Rego Monteiro articulou a primeira exposição de arte moderna europeia da América do Sul, ocorrida no Recife em 1930.

## Formação artística
Iniciou seus estudos artísticos na Escola Nacional de Belas Artes, (Rio de Janeiro), em 1908.
Complementou seus estudos na França, na Académie Colarossi, na Academia Julian e na Académie de la Grande Chaumière.
Vicente do Rego  era irmão mais novo de Joaquim do Rego Monteiro e Fédora do Rego Monteiro Fernandes, nasceu em Recife em 1899, filho de  ldefonso do Rêgo Monteiro e Elisa Cândida Figueiredo Melo prima de Pedro Américo. 
Foi um artista múltiplo: pintor, desenhista, muralista, escultor e poeta. Frequentou a Academia Julian em Paris, de 1911 a 1914, voltando ao Brasil para morar no Rio de Janeiro. Em 1920 expôs algumas obras em São Paulo, conhecendo o grupo de modernistas da cidade e abrindo caminho para a exposição de oito obras suas na Semana de Arte Moderna de 1922, enfatizando temas nacionais. Inspirado na cerâmica marajoara e na cultura indígena, ilustrou o livro de P. L. Duchartre – Légendes, Croyances et Talismãs dês Indiens de l’Amazonie.
Em 1923, faz desenhos de máscaras e figurinos para o balé Legendes Indiennes de Lamazonie.
Em 1930, depois de uma longa estada em Paris, veio ao Brasil trazendo a exposição da escola de Paris a Recife, Rio de Janeiro e São Paulo. Exposição que inclui, entre outros, quadros de Pablo Picasso, Georges Braque, Joan Miró, Gino Severini, Fernand Léger e suas próprias obras. Essa exposição é importante por ser a primeira mostra internacional de arte moderna realizada no Brasil, com artistas ligados às grandes inovações nas artes plásticas, como o cubismo e o surrealismo. Ao ser apresentada em São Paulo, a mostra foi acrescida de telas de Tarsila do Amaral, que o artista conhecera em Paris na década anterior.
Dois anos depois, Vicente do Rego Monteiro fixaria residência no Recife, alternando períodos no Brasil e na França até 1950.
A pintura de Vicente do Rego Monteiro é marcada pela sinuosidade e sensualidade. Contido nas cores e contrastes, as obras do artista nos reportam a um clima místico e metafísico. A temática religiosa é frequente em sua pintura, chegando a pintar cenas do Novo Testamento, com figuras que, pela densidade e volume, se aproximam da escultura. 
Além de Vicente ter sido um pintor requintado, escrevia poesias, tinha o gosto pela dança, venceu muitos concursos de dança de salão em Paris, foi professor no Instituto Central de Artes da UnB, adorava carros e em 1931 disputou o Grand Prix do Automóvel Clube da França, tinha gosto pela engenharia mecânica e construiu um planador e, em Pernambuco, fabricou aguardente.
Em 1946, funda a Editora La Presse à Bras, dedicada à publicação de poesias brasileiras e francesas. A partir 1941, publica seus primeiros versos, Poemas de Bolso, organiza e promove vários salões e congressos de poesia no Brasil e na França. Retorna ao Brasil, e dá aulas de pintura na Escola de Belas Artes da Universidade Federal de Pernambuco - UFPE entre 1957 e 1966. Em 1960, recebe o Prêmio Guillaume Apollinaire pelos sonetos reunidos no livro Broussais - La Charité. Entre 1966 e 1968, dá aulas no Instituto Central de Artes da Universidade de Brasília - UnB.

## Posições Políticas
Vicente do Rego Monteiro, ao retornar ao Brasil nos anos 1930, declarou-se monarquista e vinculou-se ao Movimento Integralista em Pernambuco. Trabalhou na Imprensa Oficial de Pernambuco apoiando o Estado Novo. Foi também um defensor da Ditadura Militar iniciada em 1964. Essas posições o afastaram de boa parte dos artistas e intelectuais pernambucanos, tais como Gilberto Freyre, Lula Cardoso Ayres, Cícero Dias, e mesmo dos modernistas paulistas como Mario de Andrade e Oswald de Andrade. 

## Exposições

### Individuais
- Teatro de Santa Isabel, no Recife, (1918);
- Galeria Elegante, Recife (1918);
- Livraria Moderna, São Paulo, 1920.
- Galerie Bernheim Jeune, Paris, França, (1928);
- Museu do Estado de Pernambuco, (1939);
- Galerie Visconti, Paris, França (1947);
- Clube dos Seguradores e Banqueiros do Rio de Janeiro, (1957);
- Galeria Barcinski, Rio de Janeiro (1969).

### Coletivas
- Salón dês Indépendants, Paris, França (1913);
- Semana de Arte Moderna, no Teatro Municipal de São Paulo (1922);
- A Escola de Paris, exibida no Recife, no Rio de Janeiro e em São Paulo (1930);
- Exposition De L'école de Paris, no Teatro Santa Isabel, no Palace Hotel e no Palacete da Glória, Recife, Pernambuco. (1930)
- 3º Salão de Arte Moderna do Recife (1949);
- Exposição comemorativa da Semana de Arte Moderna no Museu de Arte Moderna, São Paulo (1952);
- Precursors of Modernism in Latin América no Center of Inter-American Relations, Nova York, Estados Unidos (1967);
- Galeria de Arte André, exposição 4 décadas, com curadoria Carlos von Schmidt, São Paulo. (2001)

## Professor
- Ministrou aulas de pintura na Escola de Belas Artes da Universidade Federal de Pernambuco.
- Foi professor do Instituto Central de Artes da Universidade de Brasília.

## Poemas
- Poemas de bolso, 1941.
- Broussais - La Charité

## Prêmios
- Dedicatória em versos de João Cabral de Melo Neto (1945), na obra "O Engenheiro".
- Prêmio Guillaume Apollinaire (1960), pelos sonetos apresentados em Broussais - La Charité, livro publicado na França.